# パチンコゲーム
パチンコゲームとは、パチンコをゲーム機やパソコンで再現したコンピュータゲームのジャンルである。
登場するパチンコ台はゲームオリジナルの場合もあるが、近年ではパチンコ店で実際に稼動している最新機種を再現し、実機の攻略に役立てるシミュレーターとして求められる場合が多い。
2000年ごろまでは、旬を過ぎた機種が収録されることが多かったものの、ここ数年はホールデビューと同時期に収録される機種も多く、より実践向けとして位置づけている。

## 概要
コンシューマーゲームとしてのパチンコゲームの先駆けとしては、1987年にココナッツジャパンが出したファミリーコンピュータ用ソフト『パチ夫くんシリーズ』が挙げられる。顔の描いてあるパチンコ玉に手足が生えているという主人公パチ夫くんのユーモラスなキャラクターはパチンコをプレイしない（入店自体もできない）低年齢のゲーマーにも受け入れられ、シリーズ化されている。
その後スーパーファミコンやセガサターン、プレイステーションなどでハイクオリティなパチンコゲームが続々登場し、近年ではパソコンで手軽に遊べるパチンコゲームも登場した。ドリームキャストではハードの通信機能を使って玉を実際の景品と交換できる『ネッパチ』シリーズも出たが、それほど普及はせず、類似ソフトもほとんど出ていない。
親父系ゲームとして定着してからはサミーから脱衣パチンコゲームなる珍妙な物がアーケードででたこともあるが、間もなく規制が強まったこともあり脱衣麻雀と違い知名度は低い。
単なるシミュレータ機能だけではなく、パチプロの主人公がパチンコ攻略をしつつストーリーを進行するアドベンチャーゲーム的なモードを付加したものもある。

## オンラインゲーム
オンラインでパチンコホールを再現したもので、実機やオリジナルパチンコをプレイできるサービスが提供されている。777town.net（サミーネットワークス）ではサミー以外のメーカーの実機も多く移植されており、月額会員になることでプレイできるようになる。
また、コンシューマーゲームでは（「Z」（18歳以上のみ対象）でない限り）年齢による購入の規制は設けられていないが、サイトによっては実店舗と同様、「18歳未満お断り」としている場合もあるため、確認を要する。